# キン肉マンII世〜オール超人大進撃〜
『キン肉マンII世〜オール超人大進撃〜』（キンにくマンにせい オールちょうじんだいしんげき）は、ゆでたまごによる日本の漫画作品。集英社の雑誌『Vジャンプ』で2001年7月号（5月）から2007年5月号（3月）まで連載された。

## 概要
『キン肉マンII世』（『週刊プレイボーイ』で連載）のスピンオフ作品。基本設定は同じだが、より少年向けにアレンジされた別ストーリーが展開される。また『キン肉マンII世』同様、『キン肉マン』（『週刊少年ジャンプ』で1979年から1987年まで連載）の続編にあたる。
少年向け雑誌で連載されているため『キン肉マンII世』よりも、流血などの残酷描写や性表現は控えられている。また、ガゼルマンやセイウチンといった『キン肉マンII世』で活躍の少ない超人が勝ち星を挙げ、OKAN（オカン）やフィオナといった女性超人も戦いに参加するのが特徴。
この連載には『キン肉マンII世』のアニメ化に際して、ヌードグラビアも掲載されている男性誌の『週刊プレイボーイ』では、子供に推奨できないという事情もあった。しかし『週刊プレイボーイ』での連載と並行となり多忙になるため、ゆでたまごは監修という形で、若い漫画家に描かせるという案もあったが「『キン肉マン』は自分たちのものであるというプライドもあり、無理をしてでも自分たちで描くことにした」と作者のゆでたまご・嶋田隆司は語っている。

## 登場人物
※ここでは、本作での設定のみ記述する。『キン肉マンII世』および前作『キン肉マン』に登場しているキャラクターについては、リンク先を参照。

### 新世代超人
キン肉万太郎 
主人公。初代キン肉マンことキン肉スグルの息子。本編での詳細は『キン肉マンII世〜オール超人大進撃〜』でのキン肉万太郎を参照。
テリー・ザ・キッド 
伝説超人テリーマンの息子。詳細は『キン肉マンII世〜オール超人大進撃〜』でのテリー・ザ・キッドを参照。
セイウチン 
万太郎の仲間の正義超人。万太郎を「アニキ」と呼び慕うセイウチの超人。詳細は『キン肉マンII世〜オール超人大進撃〜』でのセイウチンを参照。
ガゼルマン 
万太郎の仲間の正義超人。ヘラクレス・ファクトリーを首席で卒業したエリート。詳細は『キン肉マンII世〜オール超人大進撃〜』でのガゼルマンを参照。
ケビンマスク 
伝説超人ロビンマスクの息子。元は悪行超人であったが足を洗い、以後はどこにも属さないフリーの超人になった。詳細は『キン肉マンII世〜オール超人大進撃〜』でのケビンマスクを参照。
ジェイド 
ヘラクレス・ファクトリー二期生。伝説超人のブロッケンJr..の弟子。悪行超人軍団d.M.p（デーモンプラント）に洗脳され、おでん巨塔（タワー）のコンニャクリングで万太郎と対戦する。詳細は『キン肉マンII世〜オール超人大進撃〜』でのジェイドを参照。
チェック・メイト 
d.M.p悪魔超人の首領サンシャインの愛弟子。d.M.p本拠地「迷宮の手（ダンジョン･ハンド）」の“寝ずの番”として万太郎と対戦し敗れ、後に正義超人となる。詳細は『キン肉マンII世〜オール超人大進撃〜』でのチェック・メイトを参照。

### 伝説超人
キン肉スグル
通称キン肉マン。万太郎の父で前作の主人公。詳細は『キン肉マンII世〜オール超人大進撃〜』でのキン肉マンを参照。
アレキサンドリア・ミート
キン肉マンのお目付け役だった超人。地球に来た万太郎のお目付け役になる。詳細は『キン肉マンII世〜オール超人大進撃〜』でのミートを参照。
ラーメンマン 
かつてキン肉マンと共に戦った中国の超人。詳細は『キン肉マンII世〜オール超人大進撃〜』でのラーメンマンを参照。
サンシャイン 
d.M.p悪魔超人首領。かつてキン肉マンら正義超人たちと戦ったが、現在は一線を引いている。詳細は『キン肉マンII世〜オール超人大進撃〜』でのサンシャインを参照。

### d.M.p編
プリプリマン
- 種別：悪行超人
- 出身： カメルーン
- 身長体重：191cm 136kg
- 超人強度：97万パワー
- 主な必殺技：ガス・エクスプロージョン、オケツ・ドライバー

若い頃、悪魔超人に憧れて格闘技を始めたd.M.pの悪行超人。顔が尻になっている。青年時代に自身の顔が尻であることに気付き、深く落ち込んだ時期があったが、開き直り開眼。以降は不思議なマスクをかぶるようになり、数々の下品な技を開発して念願のd.M.p入りを果たす。セイウチン、ガゼルマン、テリー・ザ・キッドを倒すも、万太郎に敗れる。笑い声は「プ〜リプリプリ」。
ザ・犀暴愚（ザ・サイボーグ）
- 種別：悪行超人
- 出身： 中央アフリカ
- 身長体重：200cm 453kg
- 超人強度：114万パワー
- 主な必殺技：犀（サイ）クロン・バックブリーカー

鋭い角と鎧で覆われた身体を持つサイの超人。ガゼルマンを倒し、子供を人質に取り東京タワーで万太郎と戦うも敗れる。超人一等祭にも参加するが、予選で失格となる。もとは『キン肉マン』の募集超人だった。劇場版にも登場。笑い声は「ゴモモモ〜」。
【異名】
- 偽りの暴君

リナ
- 種別：人間
- 出身： 日本

東京タワー観光に来ていた万太郎に、東京タワーフルトをくれた少女。ザ・犀暴愚に攫われるが、万太郎が犀暴愚との試合に勝利し、セイウチンによって救い出される。
シュモクーン
- 種別：悪行超人
- 出身： タヒチ
- 身長体重：203cm 125kg
- 超人強度：74万パワー
- 主な必殺技：ケンカの仲裁

d.M.pの悪行超人の一人。シュモクザメがモチーフ。凶悪な面構えを買われてd.M.pにスカウトされた身で、試合では残虐ぶりを見せる一方で人情家な一面があり、首領の屍魔王に睨まれるなど肩身の狭い思いもしていた。万太郎たちを倒そうとキン肉ハウスに侵入し、ふとしたきっかけで喧嘩になった万太郎とキッドを止めるが、「M&Kコネクション」で撃退される。
【異名】
- 魂の薄い問題児

ザ・ファックス
- 種別：正義超人→悪行超人 / 新世代超人
- 出身： タンザニア
- 身長体重：198cm 176kg
- 超人強度：88万パワー
- 主な必殺技：ペーパー・シューター

元ガゼルマンの親友であり、7年前の幼少時代に谷底に落ちそうになったガゼルマンを救助せず逃げ出した。その後、正義の水に馴染めず正義超人を倒すためなら、手段を選ばない悪行超人となる。子供たちを人質に取りガゼルマンを襲うが、最期はガゼルマンの手によって敗れる。笑い声は「ゲレレレ〜ッ」。
ペーパーミイラ
- 種別：悪行超人
- 出身： エジプト
- 身長体重：190cm 120kg
- 超人強度：60万パワー

ザ・ファックスにより呼び出された超人。既に死んでいる身体に魂が宿っている存在だが肉体派。掛け声は「ペパペパ〜ン」。2人がかりでガゼルマンを襲うが、乱入した万太郎に敗れる。
『キン肉マン』の募集超人の中にいる同名の超人の息子であり、正式名称は「ペーパーミイラJr.」。
ヘナチョコマスク
- 種別：超人
- 出身： 日本・大阪
- 身長体重：189cm 83kg
- 超人強度：3万パワー
- 主な必殺技：失神

逃げられた妻のアパートへ毎日謝りに出かけられたところをストーカーと間違えられ悪行超人留置場に入れられていた。妻がケビンのファンだったため、気を引こうとケビンのコスプレをしており、万太郎に出所予定のケビン本人と間違えられ襲われる。
屍魔王（しまおう）
- 種別：残虐超人
- 出身： ブラジル
- 身長体重：189cm 102kg
- 超人強度：6800万パワー

d.M.pの残虐超人首領で、d.M.pの総統を務める。若い頃は非道の限りを尽くしていたが、年老いてからは自ら戦うことはほぼ無い。アジト崩壊後は改造超人に仕立て上げたヘラクレス・ファクトリー二期生を万太郎たちと戦わせるが、最後はケビンマスクに捕まり、麒麟男と共に超人刑務所送りにされる。もとは『キン肉マン』の募集超人だった。
麒麟男（キリンマン）
- 種別：完璧超人
- 出身： 中国
- 身長体重：250cm 202kg
- 超人強度：7900万パワー

d.M.pの完璧超人首領で、d.M.pの副官を務める。屍魔王とは派閥は異なるが意見が合い、行動を共にすることが多い。最後は屍魔王と共に、超人刑務所送りに。もとは『キン肉マン』の募集超人だった。
夜叉夢（やしゃむ）
- 種別：残虐超人
- 出身： 日本
- 身長体重：175cm 95kg
- 超人強度：120万パワー
- 主な必殺技：夜叉夢ボム[3]

d.M.p本拠地「迷宮の手（ダンジョン･ハンド）」の“寝ずの番”三人衆の一角。長い髪の毛を生かした戦法を得意とするが、ガゼルマンに敗れる。もとは『キン肉マン』の募集超人だった。読者応募時の名前は夜叉武。
【異名】
- 1人目“寝ずの番”

レックス・キング
- 種別：悪魔超人
- 出身： アメリカ合衆国
- 身長体重：203cm 217kg
- 超人強度：118万パワー
- 主な必殺技：ジュラシック・ハンド、ダイナソー・バックブリーカー

「迷宮の手（ダンジョン・ハンド）」の“寝ずの番”三人衆の一角。恐竜の超人。弱点は寒さ。テリー・ザ・キッド（と万太郎の寒いギャグ）に敗れる。『キン肉マンII世』にも登場。
バス・ザ・シャワー
- 種別：正義超人
- 出身： フィンランド
- 身長体重：175cm 210kg
- 超人強度：90万パワー
- 主な必殺技：地獄のクアリゾート殺法、ツララ・シャワー

ジェイドと共に洗脳されたヘラクレス・ファクトリー二期生の一人。正義超人認識番号No.26。笑い声は「シャワシャワ」。おでん巨塔のダイコンリングでセイウチンと対戦。相手を風呂に入れ、「カブサイシン入浴剤」を使わせ相手を疲れさせる「地獄のクアリゾート殺法」を得意とする。ただし几帳面な性格が災いし、「薬草の湯」を入れ回復したセイウチンの前に敗れる。
超人一等祭にも参加するが、予選で失格となる。
キャプテン・マッコウ
- 種別：正義超人
- 出身： デンマーク
- 身長体重：209cm 364kg
- 超人強度：105万パワー
- 主な必殺技：ホエール・マウス、マッコウ潮吹き柱、竜田揚げ落とし、ホエール・ツイスター、マッコウ・ウォーターサイクロン[3]

ジェイドと共に洗脳されたヘラクレス・ファクトリー二期生の一人。正義超人認識番号No.54。おでん巨塔のゆで玉子リングでチェック･メイトと対戦。万太郎たちの後輩だが年齢は上で貫禄がある。一人称は「我輩」。笑い声は「グハグハ」。世界七つの海の航海で生け捕った巨大鯨を体に移植したホエールボディを持つ。チェック・メイトの馬式誉れ落としを破り窮地に追い込むが、チェックの起死回生の技により両者失神でKOとなる。
【異名】
- 自分の足元が見えぬ漢

### 超人一等祭編
イケメン・マッスル
- 種別：正義超人
- 出身：ハラボテ星
- 身長体重：190cm 131kg[4]
- 超人強度：40万パワー[4]

超人一等祭大会委員長で、ハラボテ・マッスルの息子。暑苦しい顔で、良く言えば昔の二枚目。『キン肉マンII世』では超人オリンピックの大会委員長も務めた。
フィオナ
- 種別：正義超人
- 出身： ルーマニア
- 身長体重：167cm 54kg[4]
- 超人強度：87万パワー
- 主な必殺技：ブレイド・センセーション、URANAGE（ウラナゲ）

超人一等祭に参加し、宇宙で初めての女性超人チャンプを夢見る女性超人。サンボをベースとした関節技を得意とする。人間に近い容姿をしており、万太郎からもアプローチされたが持ち前の気の強さで追い払っている。ドゥームマンと対戦し善戦するも敗れる。掛け声は「テハーダ」。作者のゆでたまごが実験的に登場させた初めての女性超人でもある。
【異名】
- 地獄の妖精（ディーバ）
- 夏夜に浮かぶ一輪の華

ザ・ドゥームマン
- 種別：悪行超人→正義超人
- 出身： ZAN国（ザンこく）（雑誌掲載時およびコミックス2巻まではイラク出身となっていた）
- 身長体重：221cm 162kg
- 超人強度：148万パワー / 150万パワー[4]
- 主な必殺技：ドゥームボール、アルマゲドン・ハンマー、メテオ・スライサー

超人一等祭に参加した悪行超人。サタンから地獄（無慈悲）のアーマーを受け継いでいる。笑い声は「ザオザオ」。超人一等祭でフィオナ、ケビンマスクを破り決勝に進み、万太郎との対決では優勢に試合を進めていたが、サタンとファイティングスタイルの違いで決別。地獄のアーマーを脱ぎ、本来の実力で万太郎を苦しめるも、最後は万太郎のマッスル・グラビティを喰らい敗退。その後、正式に正義超人の仲間入りをした。地獄のアーマーを着ているため冷酷な超人になっているが、万太郎との試合の前の描写（野良猫にミルクを与える）など、本来は心優しい性格。読者応募時の名前はX・BOXER（クロスボクサー）。
【異名】
- 苦痛を与える男
- 地獄の鎧人（よろいびと）
- 憎悪の連鎖断ち切る正道
- 変貌遂げる縹の豪

OKAN（オカン）
- 種別：正義超人
- 出身： ロシア
- 身長体重：183cm 89kg
- 超人強度：107万パワー
- 主な必殺技：OKANシーツ絞り

オカン♂とも表記。超人一等祭に参加した主婦超人。万太郎と一回戦で闘いギブアップ寸前まで追い込むが、時計のアラーム音を聞くと決まった行動を取ってしまう癖を利用されて敗北。人格者で生活上の知恵も豊富であり、決勝戦前には万太郎の前に現れて助言を施し、ドゥームマンにおびえながらも闘う万太郎のセコンドについた。幼稚園児の子供がおり、最高の主婦、最高の母親になるために体力と精神力を鍛えようとしたのがきっかけで格闘技者を目指した。また、これらのトレーニングを「主婦道」として位置付け、子供たちの心をゆがめないために修行を続けている。語尾に「〜ムンタ」と付く。初登場時は額に「母」の文字があった。読者応募時の名前はオカン。
【異名】
- シベリアの突風ババア

ナンキーマン
- 種別：悪行超人 / 正義超人[4]
- 出身： スリランカ
- 身長体重：197cm 134kg
- 超人強度：112万パワー[4]
- 主な必殺技：地獄の咖喱ポット、ガラムマサラ・チキン&ポテト、ナン布団絡み、レッドチリペッパー・トルネード

手に持った殺人スプーン、頭部の「地獄のポット」からの具材などで闘う。今まで負けたことがなく負けた相手を見なじり見下すなど冷酷な性格の持ち主であり、負けたフィオナを侮辱したために超人一等祭一回戦でケビンのOLAPにより両腕をもがれる。笑い声は「カレカレカレ〜」。読者応募時の名前はナンキーマ仮面。
【異名】
- 灼熱のカレー大使
- 不敵なカリーの王様

トック
- 種別：正義超人
- 出身： 韓国
- 身長体重：240cm 200kg
- 超人強度：115万パワー
- 主な必殺技：トッポキプレス、トッポキコイル

餅の化身超人。普段は低い物腰で痛がりだが、怒らすと凶暴な性格になる。超人一等祭一回戦の熱湯昆布出汁デスマッチで天タコルズと対戦するが、惨殺される。語尾に「〜ムニカ」と付く。読者応募時の名前はもちもちマン。
【異名】
- もち超人
- おもちの化身

天タコルズ
- 種別：残虐超人
- 出身： イタリア
- 身長体重：180cm 116kg
- 超人強度：120万パワー
- 主な必殺技：オクトパスブレード、蛸の五体巡り、ポンパ・アタッコ

タコの化身超人。頭に蛸壺を被っており身を隠したり、「ミミック・ボディ」により擬態することも可能。超人一等祭一回戦でトックを破る。当初は残虐超人だったが、二回戦のタコ焼きデスマッチで万太郎に敗れ改心した。電車内のマナーを守ったり、ケビンとドゥームマンの試合を冷静に解説するなどの一面も見せている。読者応募時の名前は天タコル。
【異名】
- タコの化身

フィオナのセコンド
- 種別：正義超人
- 出身： ルーマニア
- 身長体重：不明
- 超人強度：不明

フィオナにとって父親代わりのトレーナー兼セコンド。ドゥームマン戦でアルマゲドン・ハンマーを食らったフィオナに、そのまま寝ているよう指示するも聞き入れられず、フィオナは大敗を喫し大怪我を負ってしまう。
ミィー
- 種別：猫

ドゥームマンの飼い猫。ドゥームマンが、地獄のアーマーに固く結びつけられた鎖をはずすために蹴り上げた、岩肌のでっぱりに押し潰されて死んでしまう。その時の行為を悔いていたドゥームマンは、決勝戦の前に控え室でミルクを与えたネコにミィーの姿を重ね、決勝戦の最中、何度も受けたネコからの励ましで、ついには地獄のアーマーとの決別を果たすこととなる。
武威（ウーウェイ）
- 種別：正義超人[4]
- 出身： 中国
- 身長体重：192cm 83kg
- 超人強度：87万パワー

心がないゆえに戦法が冷酷な超人。行動様式が顔の前に貼られた札によって変化するという。超人一等祭に参加するが、予選で失格となる。
スロットマン
- 種別：悪行超人
- 出身： マカオ
- 身長体重：178cm 182kg
- 超人強度：77万パワー

スロットの形状をした超人。3つのリールが揃うと必殺技が飛び出すという。超人一等祭に参加するが、予選で失格となる。
ロコモマン
- 種別：悪行超人
- 出身： イギリス
- 身長体重：225cm 190kg
- 超人強度：108万パワー

蒸気機関車の超人。興奮すると蒸気をあげる。超人一等祭に参加するが、予選で失格となる。
牛肉マン
- 種別：正義超人[4]
- 出身：キン肉星[4]
- 身長体重：189cm 110kg[4]
- 超人強度：98万パワー[4]

万太郎のライバルを自称する超人。超人一等祭に参加するが、予選で失格となる。
タートル・マン
- 種別：正義超人[4]
- 出身： ブラジル
- 身長体重：165cm 180kg
- 超人強度：81万パワー

亀の超人。脚部にタイヤ状のものが前後に一本ずつ付いており、バイクのように高速移動できる。超人一等祭に参加するが、予選で失格となる。
トラップ・ザ・ジャック
- 種別：悪行超人[4]
- 出身： ノルウェー
- 身長体重：177cm 86kg
- 超人強度：86万パワー
- 主な必殺技：ミドルキック攻撃

体中にさまざまなトラップが仕掛けられている超人。超人一等祭の予選に参加するが、トックのトッポキプレスを受け、地面に転落して失格となる。
スコーピオン
- 種別：正義超人[4]
- 出身： アルジェリア
- 身長体重：238cm 158kg
- 超人強度：110万パワー
- 主な必殺技：胴絞め

シッポの先に猛毒があるサソリの超人。腕っぷしに自信がある。超人一等祭の予選に参加するが、フィオナのローリング・ソバットを鳩尾に食らい、地面に叩き落とされて失格となる。
ザ・コマンド
- 種別：正義超人[4]
- 出身： アルバニア
- 身長体重：198cm 95kg
- 超人強度：95万パワー
- 主な必殺技：白兵戦

過去に軍隊式の特殊訓練を受けたことのある超人。サバイバル知識に詳しい。超人一等祭に参加するが、予選で失格となる。
プレシオマン
- 種別：悪行超人
- 出身： イギリス
- 身長体重：280cm 235kg
- 超人強度：114万パワー

首長竜の遺伝子を受け継いでいるという超人。あらゆる攻撃に対して、頭部がダメージを食らわないような受け身ができ、耐久力に優れる。超人一等祭に参加するが、予選で失格となる。
デンタマン
- 種別：悪行超人
- 出身： スーダン
- 身長体重：145cm 88kg
- 超人強度：75万パワー

巨大な歯と歯茎を持つ超人。超人一等祭の予選に参加し、強烈なアゴの力で巨大雲梯の鉄棒を噛みきり、セイウチンなど複数の超人を落下失格させていく。最終的には自身も失格し、自慢の健康な歯も前歯が欠けてしまっていた。
キングダム
- 種別：悪行超人[4]
- 出身： パラグアイ
- 身長体重：245cm 300kg
- 超人強度：90万パワー

ダムの姿をした超人。胸の堰が開かれると、自慢の必殺技が放たれるというが詳細は不明。超人一等祭に参加するが、予選で失格となる。
サボテンジャ・ネーヨ
- 種別：正義超人[4]
- 出身： メキシコ
- 身長体重：185cm 83kg
- 超人強度：70万パワー

体中トゲだらけの超人。超人一等祭の予選に参加し、万太郎を励ますが、万太郎のおならを嗅ぎ、鉄棒から手を離してしまい失格となる。
センプー鬼
- 種別：悪行超人[4]
- 出身： オランダ
- 身長体重：215cm 100kg
- 超人強度：65万パワー

ボディに巨大羽根を持ち、回転させて突風を起こす超人。超人一等祭の予選に参加し、ガゼルマンなど複数の超人を一気に吹き飛ばして失格させていくも、ケビンにバックを取られ、雲梯に羽根を叩きつけられて、地面に転落し失格となる。
アイス・クリーチャー
- 種別：悪行超人
- 出身： シンガポール
- 身長体重：208cm 78kg
- 超人強度：62万パワー

アイスクリームの超人。腕当てにd.M.pの紋章が刻まれている。夏場はアイスが溶けやすくなるため、長時間戦えない。超人一等祭に参加するが、予選で失格となる。
ウエキ・バッチー
- 種別：正義超人[4]
- 出身： ポルトガル
- 身長体重：120cm 100kg
- 超人強度：50万パワー

ウエキ・バチーとも表記。ボディの大半が植木鉢を占める超人。植木鉢には、対戦相手に応じて様々な植物の種を植え、一気に成長した種を武器とし戦う。超人一等祭の予選に参加するも失格し、地面に落下した時点で、破損した植木鉢の後部から土が漏れてしまっていた。
アヌビ・クレア
- 種別：正義超人[4]
- 出身： エジプト
- 身長体重：158cm 47kg[4]
- 超人強度：86万パワー

犬のような耳を持つ女性超人。地元では巫女のようなことをやっており、倒した相手にお祈りを忘れないという。超人一等祭に参加するが、予選で失格となる。
キューブ・リッカーソン
- 種別：正義超人[4]
- 出身： 日本
- 身長体重：253cm 210kg
- 超人強度：124万パワー

キューブリックのような形状の超人。身体のパーツはそれぞれ無数のスペアが存在し、付け替えることで簡単に復活できるという驚異的な回復力を持つ。超人一等祭に参加するが、予選で失格となる。
デス・ファントム
- 種別：悪行超人
- 出身： ギリシャ
- 身長体重：198cm 118kg
- 超人強度：70万パワー

会話している所を見た者がほとんどおらず、生死すら定かでない超人。ペーパーミイラと仲が良いという。超人一等祭に参加するが、予選で失格となる。
ジキル
- 種別：正義超人[4]
- 出身： イギリス
- 身長体重：174cm 78kg
- 超人強度：78万パワー

二重人格の超人。上半身の人格は正統派ファイトスタイルだが、下半身の人格は残虐な戦法を好むという。超人一等祭に参加するが、予選で失格となる。
ベビーフェイス
- 種別：正義超人[4]
- 出身： フランス
- 身長体重：187cm 108kg
- 超人強度：97万パワー

ベビーファイスとも表記。体格は大人だが、顔と衣装が赤ちゃんのような超人。ファイトスタイルは正統派である。超人一等祭に参加するが、予選で失格となる。
キャンドルマン
- 種別：正義超人[4]
- 出身： チェコ
- 身長体重：183cm 68kg
- 超人強度：35万パワー

頭部がろうそくの形状をした超人。火が灯っている間は普段の倍以上の実力を発揮できるという。超人一等祭に参加するが、予選で失格となる。
アブソープション・スネーク
- 種別：悪行超人
- 出身： コンゴ民主共和国
- 身長体重：212cm 136kg
- 超人強度：113万パワー

ヘビのような鋭い眼光を持つ超人。本能的に相手を震え上がらせるという。超人一等祭の予選に参加し、巨大雲梯を馬鹿にしていたが、最終的には失格となる。
考案者はいづみかつき。
ハナ毛の山下
- 種別：人間

超人一等祭決勝トーナメント組み合わせ発表会の模様の紹介や、試合実況を行うレポーター。鼻毛が長い。
吉田係長
- 種別：人間

超人一等祭Bブロック準決勝の会場で、部下にギャグ王と煽てられているサラリーマン。

### 本編未登場
デッド・ボーン・クラッシャー
- 種別：正義超人[4]
- 出身： ブルガリア
- 身長体重：254cm 102kg
- 超人強度：102万パワー

第1回VJ読者超人に採用された超人。強靭な骨格がむき出しになっており、ヌンチャクのような武器としても扱える。愛想が悪いという。
ドン・テキーラ
- 種別：正義超人[4]
- 出身： メキシコ
- 身長体重：243cm 128kg
- 超人強度：96万パワー

第1回VJ読者超人に採用された超人。リュウゼツランの超人であり、頭部の植物からは舐めると数秒で酔うという酒が出る。不気味な笑みのままに、残虐な攻撃を仕掛ける。
パワー・ウォーカー
- 種別：正義超人[4]
- 出身： マレーシア
- 身長体重：288cm 520kg
- 超人強度：118万パワー

第1回VJ読者超人に採用された超人。頭部のシャベルで、どんなに重い超人でも空高く捉えあげ、一気に叩き落とせるパワフルな超人。重心のバランスが多少悪い。
ウルジン
- 種別：正義超人[4]
- 出身： モンゴル
- 身長体重：191cm 102kg
- 超人強度：112万パワー

第2回VJ読者超人に採用された超人。羊の超人。多少の衝撃にはクッションの役目を果たしてくれる、柔らかい毛で全身を覆われている。毛を刈られるとすごく怒るという。

## 単行本
- ゆでたまご『キン肉マンII世〜オール超人大進撃〜』 集英社 《Vジャンプブックスコミックスシリーズ》、全4巻
  1. 2002年8月7日、ISBN 978-4-08-806027-9
  2. 2003年11月9日、ISBN 978-4-08-806033-0
  3. 2007年8月8日、ISBN 978-4-08-806035-4
  4. 2007年8月8日、ISBN 978-4-08-806036-1